# Muscolo stiloglosso
Nell'anatomia umana il  muscolo stiloglosso, chiamato anche muscolo stilo-glosso fa parte dei muscoli estrinseci  della lingua.

## Anatomia
Insieme al muscolo stilo-faringeo e al muscolo stilo-joideo forma il fascio di Riolano. Esso inizia dal processo stiloideo dell'osso temporale
Portandosi in basso incrocia il margine posteriore del  muscolo ioglosso e quindi si divide in due parti: la parte esterna procede lateralmente all'ioglosso e si porta al margine laterale della lingua e all'apice; la parte interna prosegue mediamente all'ioglosso e si inserisce allo scheletro fibroso della lingua, più precisamente alla sua parte verticale: il setto linguale.